# Giuliano Toraldo di Francia
Giuliano Toraldo di Francia (* 17. September 1916 in Florenz; † 26. April 2011 ebenda) war ein italienischer Physiker und Philosoph. Er befasste sich vor allem sowohl theoretisch als auch experimentell mit Optik.

## Leben
Toraldo di Francia ist der Sohn des Geographen und Generals Orazio Toraldo di Francia und war 1971 bis zur Emeritierung 1991 Professor für Physik an der Universität Florenz und Direktor des Instituts zur Erforschung Elektromagnetischer Wellen des nationalen italienischen Forschungsrats CNR.
In seiner Anfangszeit war er am Nationalen Institut für Optik in Arcetri. In den 1950er Jahren befasste er sich mit Mikrowellen-Optik und Spektroskopie. Gleich Anfang der 1960er Jahre übertrug er die in den USA einsetzende Laserforschung nach Italien. Nachdem er Claude Shannon bei seinem Aufenthalt in Rochester getroffen hatte übertrug er auch Konzepte der Informationstheorie von Shannon auf die Optik.
Ihm gelang der experimentelle Nachweis evaneszenter elektromagnetischer Wellen. 1941 nahm er die Prinzipien der Holografie von Dennis Gabor vorweg (Prinzipien inverser Interferenz). Kriegsbedingt wurde seine Arbeit allerdings nicht international bekannt. Er führte das Konzept der Superauflösung (Toraldo Filter) ein.
1969 erhielt er die Young-Medaille. 1968 bis 1973 war er Präsident der italienischen physikalischen Gesellschaft (SIF), deren Ehrenpräsident er 2005 wurde und deren Goldmedaille er im selben Jahr erhielt. Er war Herausgeber der Zeitschrift Nuovo Cimento und setzte sich in dieser Zeit für eine Internationalisierung und Publikation in englischer Sprache ein.
Toraldo di Francia ist einer der Übersetzer der Vorlesungen über Physik von Richard Feynman ins Italienische. Er ist auch als Wissenschaftsphilosoph bekannt und war Präsident der italienischen Gesellschaft für Logik und Wissenschaftsphilosophie. Er war auch Dante Experte, gründete ein Forum für Probleme von Krieg und Frieden und war in einer Gesellschaft zur wissenschaftlichen Untersuchung paranormaler Phänomene aktiv (CICAP,  Comitato Italiano per il Controllo delle Affermazioni sul Paranormale). Er war Direktor der Musikschule in Fiesole, wo er auch inszenierte und das Libretto für eine Oper schrieb.
Der Architekt Cristiano Toraldo di Francia war sein Sohn.

## Schriften
- mit Piero Bruscaglioni: Onde elettromagnetiche, Zanichelli 1953
  - Englische Übersetzung: Electromagnetic Waves, Interscience 1956
- La diffrazione della luce, Einaudi, 1958
- L'indagine del mondo fisico, Einaudi, 1976
  - Englische Übersetzung: The investigation of the physical world, Cambridge University Press 1981
- Il rifiuto. Considerazioni semiserie di un fisico sul mondo di oggi e di domani, Einaudi, 1978
- mit Maria Luisa Dalla Chiara: Le teorie fisiche: un’analisi formale, Turin: Bollati Boringhieri, 1981
- L'amico di Platone: l’uomo nell’era scientifica, Florenz: Vallecchi, 1985
- Le cose e i loro nomi, Laterza, 1986
- La scimmia allo specchio, Laterza, 1988
- Un universo troppo semplice. La visione storica e la visione scientifica del mondo, Feltrinelli, 1990
- Tempo cambiamento invarianza, Einaudi, 1994
- mit Piero Angela: Dialoghi di fine secolo, Giunti, 1996
- Ex absurdo. Riflessioni di un fisico ottuagenario, Feltrinelli, 1997
- In fin dei conti, Di Renzo Editore, 1997
- mit Renzo Cassigoli: Il pianeta assediato. Conversazione di fine millennio, Le lettere, 1999
- mit Maria Luisa Dalla Chiara: Introduzione alla filosofia della scienza, Laterza, 2000
- Herausgeber: Problems in the foundations of physics, International School of Physics Enrico Fermi, North Holland 1979
- Herausgeber: Onde superficiali, CIME Summer School, Springer Verlag 2011